# Tallassee (Alabama)
Tallassee es una ciudad ubicada en los condados de Elmore y Tallapoosa en el estado estadounidense de Alabama. En el año 2000 tenía una población de 4934 habitantes y una densidad poblacional de 197.8 personas por km².

## Geografía
Tallassee se encuentra ubicada en las coordenadas 32°32′22″N 85°53′35″O / 32.53944, -85.89306. Según la Oficina del Censo, la localidad tiene un área total de 26,3 km² (10,2 mi²), de la cual 24,9 km² (9,6 mi²) es tierra y 1,4 km² (1 mi²) (0.00%) es agua.

## Demografía
Según la Oficina del Censo en 2000 los ingresos medios por hogar en la localidad eran de $23,946, y los ingresos medios por familia eran $32,015. Los hombres tenían unos ingresos medios de $27,313 frente a los $22,993 para las mujeres. La renta per cápita para la localidad era de $14,859. Alrededor del 22,8% de la población estaban por debajo del umbral de pobreza.